# Peninsula Tower
Peninsula Tower es un edificio ubicado en Santa Fe 1240, Colonia Santa Fe, alcaldía Cuajimalpa de Morelos; dentro del centro financiero de Santa Fe de la Ciudad de México.
Peninsula Tower es un edificio inteligente destinado a uso residencial de lujo de 51 pisos y 180 metros de altura. La torre habitacional cuenta con servicios mixtos tales como "Lobby", área para recibir invitados, spa, sauna, jacuzzi, gimnasio, sala de cine con pantalla 3D de 400``pulgadas, zona de entretenimiento infantil y un "business center" para reuniones de negocios, equipado con proyectores e ideado para empresarios y eventos corporativos.
El diseño del edificio estuvo a cargo del arquitecto Teodoro González de León que combina el diseño arquitectónico de primera línea y el uso de elementos de vanguardia tecnológica además de utilizar elementos de sustentabilidad tradicional que son poco vistos en proyectos de este tipo. El desarrollo habitacional inteligente incorpora tecnología touch que permite a los propietarios del edificio controlar su departamento desde su Smartphone o télefono inteligente con la aplicación Smarhlife desarrollada por Península.
En palabras de la propia empresa desarrolladora, Peninsula Tower se ubica en la zona con más plusvalía y exclusividad de Santa Fe. La torre esta localizada a dos minutos de Plaza Santa Fe, además colinda al este con el edificio Peninsula Santa Fe, al oeste con Torre 300 y al sur con el Parque La Mexicana. La construcción del complejo residencial inicio en el año 2012 y tuvo por fecha de inauguración el año 2014.

## Detalles del edificio
- Categoría: Residencial

- Estructura: Concreto

- Altura: 180 m.

- Pisos: 51

- Estilo: Postmodernista

- Propietario: Península

- Arquitecto: Teodoro González de León

- Constructora: Anteus Constructora

## Proyectos Anteriores
Durante las distintas etapas de desarrollo del proyecto final de Peninsula Tower se le conoció por los nombres de:
- City Santa Fe 4a etapa.[3]

- Torre9 City Santa Fe[1]

## Véase también

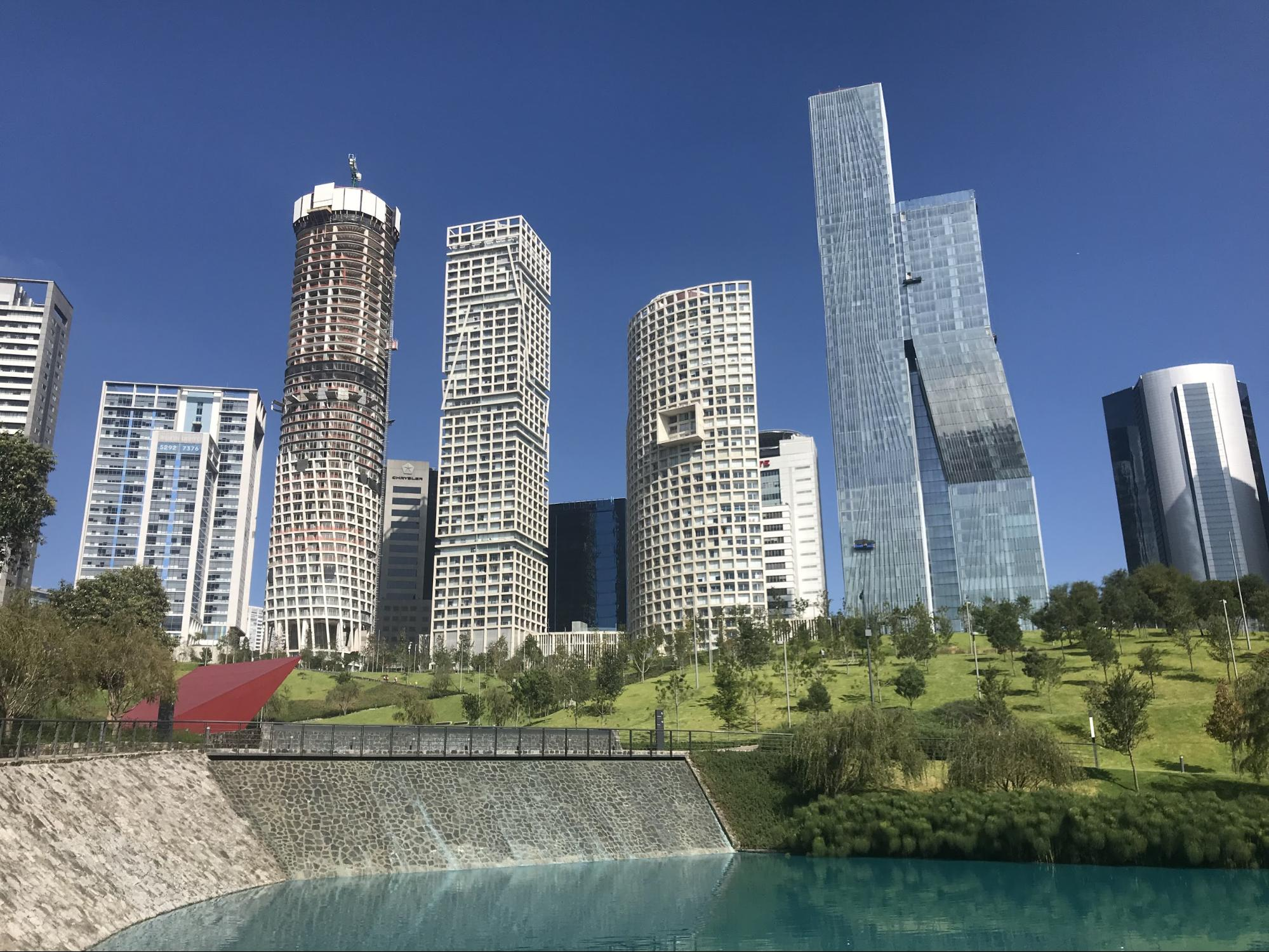
Peninsula Tower desde el Parque La Mexicana.